# رضا خندان مهابادی
رضا خندان مهابادی (زاده ۱۳۳۹ مهاباد) منتقد، نویسنده و فعال اجتماعی چپگرای ایرانی و عضو هیئت دبیران کانون نویسندگان ایران است. او از مهر ۱۳۹۹ در زندان اوین به‌سر می‌برد. و از ۳۰ آذر ۱۴۰۰ در مرخصی استعلاجی به سر می‌برد.

## فعالیت
رضا خندان پژوهشگر و منتقد ادبی، نویسندگی را در سال ۱۳۵۷ با انتشار کتاب بچه‌های محل آغاز کرد. از این نویسنده کتاب‌هایی چند منتشر شده‌است: در زمینه نقد ادبی از کوزه همان برون تراود که در اوست، مجموعه هفت جلدی داستان‌های محبوب من و دانه و پیمانه (دو کتاب اخیر مشترک با علی‌اشرف درویشیان؛ در زمینه گردآوری و پژوهش: جنگ رازی و مجموعه ۱۹ جلدی فرهنگ افسانه‌های مردم ایران (مشترک با علی‌اشرف درویشیان) از او منتشر شده‌است. او از سال ۱۳۷۷ به عضویت کانون نویسندگان ایران درآمد و پنج دوره عضو هیئت دبیران آن بود.
وی را بیشتر با مجموعه داستان‌های محبوب من و فرهنگ افسانه‌های مردم ایران با همکاری علی‌اشرف درویشیان می‌شناسند.

## اهدای جایزهٔ سالانه انجمن قلم آمریکا
انجمن قلم آمریکا، پن، اعلام کرد که در مراسم سالانه این انجمن که ماه آینده برگزار می‌شود از بکتاش آبتین، رضا خندان مهابادی و کیوان باژن، سه نویسنده زندانی در ایران تقدیر و جایزه آزادی قلم سال ۲۰۲۱ به آنها اهدا خواهد شد.
رضا خندان (مهابادی) و بکتاش آبتین از اعضای هیئت دبیران کانون نویسندگان ایران و کیوان باژن عضو پیشین هیئت دبیران این کانون با حکم دادگاه انقلاب در مجموع به ۱۵ سال و شش ماه زندان محکوم شده‌اند.
انجمن قلم آمریکا با تأکید براینکه بکتاش آبتین شاعر و فیلم‌ساز، کیوان باژن نویسنده و روزنامه‌نگار و رضا خندان مهابادی، نویسنده و منتقد ادبی، امسال دریافت کننده جایزه آزادی قلم این انجمن خواهند بود، افزود که هر سه نفر آنها عضو کانون نویسندگان ایران به عنوان یک نهاد ضد سانسور هستند. در بیانیه پن آمریکا آمده که این سه شاعر و نویسنده ایرانی تجسم روحیه‌ای هستند که به کار ما جان می‌بخشد.

## ابتلا به کرونا در زندان و مرخصی استعلاجی
رضا خندان مهابادی، سه‌شنبه ۳۰ آذر به دلیل ابتلا به ویروس کرونا در زندان اوین، تحت تدابیر امنیتی به بیمارستان طالقانی تهران اعزام شده بود و در بخش مراقبت‌های ویژه این بیمارستان بستری شد. پس از اینکه وضعیت جسمانی او رو به وخامت گذاشت، با اعطای مرخصی درمانی و انتقال او به بیمارستان مجهزتر موافقت شد. او در روز ۳بهمن۱۴۰۰ دربارهٔ آخرین وضعیت خود به «خبرنگاری جرم نیست» گفته‌است: «هنوز نمی‌دانم که قرار است مرخصی تمدید شود یا من را به زندان بازگردانند.» خندان مهابادی دربارهٔ شرایط زندان اوین گفت: «شرایط بهداشتی در زندان اوین، اصولاً برای هیچ‌کس قابل تحمل نیست، مخصوصاً وقتی کسی بیمار شود زندان برایش تبدیل به قتل‌گاه می‌شود که نمونه‌اش هم متأسفانه بکتاش آبتین است.»
او زندان اوین را قتل‌گاه توصیف کرده‌است.

## بازگشت دوباره به زندان
بنا به گفته کانون نویسندگان ایران رضا خندان ظهر روز ۱۶ فروردین برای اجرای ادامه حکمش به زندان اوین بازگردانده شد. دو روز پیش این نهاد از ابلاغیه دادیاری زندان اوین به وثیقه‌گذار خبر داده بود که بر اساس آن، این عضو کانون نویسندگان ایران باید خود را به زندان معرفی می‌کرد. به‌گفته کانون نویسندگان ایران، آقای خندان در حالی به زندان بازگشته که دوره نقاهت خود را در اثر ابتلا به کرونا و همچنین انجام یک عمل جراحی، بیرون از زندان سپری می‌کرد.

## آزادی
رضا خندان روز ۲۶ بهمن ۱۴۰۱ از زندان رجایی شهر آزاد شد.